# Bobsleeën op de Olympische Winterspelen 1976
Bobsleeën is een van de sporten die beoefend werden tijdens de Olympische Winterspelen 1976 in Innsbruck.

## Heren

### 2-mansbob
| rang   | sporter(s)                            | land     | tijd    |
| ------ | ------------------------------------- | -------- | ------- |
| Goud   | Meinhard Nehmer Bernhard Germeshausen | GDR - II | 3:44.42 |
| Zilver | Wolfgang Zimmerer Manfred Schumann    | FRG - I  | 3:44.99 |
| Brons  | Erich Schärer Josef Benz              | SUI - I  | 3:45.70 |
| 4      | Fritz Sperling Andreas Schwab         | AUT - II | 3:45.74 |
| 5      | Georg Heibl Fritz Ohlwärter           | FRG - II | 3:46.13 |
| 6      | Dieter Delle-Karth Franz Köfel        | AUT - I  | 3:46.37 |
| 7      | Horst Schönau Raimund Bethge          | GDR - I  | 3:46.97 |
| 8      | Giorgio Alverà Franco Perruquet       | ITA - I  | 3:47.30 |

### 4-mansbob
| rang   | sporter(s)                                                           | land     | tijd    |
| ------ | -------------------------------------------------------------------- | -------- | ------- |
| Goud   | Meinhard Nehmer Jochen Babock Bernhard Germeshausen Bernhard Lehmann | GDR - I  | 3:40.43 |
| Zilver | Erich Schärer Ulrich Bächli Rudolf Marti Josef Benz                  | SUI - II | 3:40.89 |
| Brons  | Wolfgang Zimmerer Peter Utzschneider Bodo Bittner Manfred Schumann   | FRG - I  | 3:41.37 |
| 4      | Horst Schönau Horst Bernhard Harald Seifert Raimund Bethge           | GDR - II | 3:42.44 |
| 5      | Georg Heibl Hans Morant Siegfried Radant Fritz Ohlwärter             | FRG - II | 3:42.47 |
| 6      | Wemer Delle-Karth Andreas Schwab Otto Breg Franz Köfel               | AUT - II | 3:43.21 |
| 7      | Fritz Sperling Kurt Oberhöller Gerd Zaunschirm Dieter Gehmacher      | AUT - I  | 3:43.79 |
| 8      | Dragos Panaitescu Paul Neagu Costel Ionescu Gheorghe Lixandru        | ROU - I  | 3:43.91 |

## Medaillespiegel
| rang | land                     | goud | zilver | brons | totaal |
| ---- | ------------------------ | ---- | ------ | ----- | ------ |
| 1    | DDR                      | 2    | 0      | 0     | 2      |
| 2    | Bondsrepubliek Duitsland | 0    | 1      | 1     | 2      |
| 2    | Zwitserland              | 0    | 1      | 1     | 2      |
|      |                          | 2    | 2      | 2     | 6      |